# Colossus (Triggerfinger)
Colossus is het vijfde studioalbum van de Belgische rockband Triggerfinger. Het album werd uitgebracht op 25 augustus 2017. Triggerfinger is op dit album aan het experimenteren gegaan met hun geluid zo is er in het openingsnummer Colossus gebruik gemaakt van twee basgitaren. Van het album zijn vijf singles uitgebracht. 

## Tracklist
Alle teksten zijn geschreven door Ruben Block. 
| 1.                 | Colossus                      | 4:09 |
| 2.                 | Flesh Tight                   | 2:39 |
| 3.                 | Candy Killer                  | 2:47 |
| 4.                 | Upstairs Box                  | 3:00 |
| 5.                 | Afterglow                     | 4:11 |
| 6.                 | Breathlessness                | 3:16 |
| 7.                 | That'll Be The Day            | 3:12 |
| 8.                 | Bring Me Back a Live Wild One | 3:26 |
| 9.                 | Steady Me                     | 4:13 |
| 10.                | Wollensak Walk                | 5:37 |
| Totale duur: 36:24 |                               |      |

## Muzikanten
- Ruben Block – zang, gitaar
- Mario Goossens – drums, achtergrondzang
- Paul Van Bruystegem – bas, achtergrondzang